# 国道127号

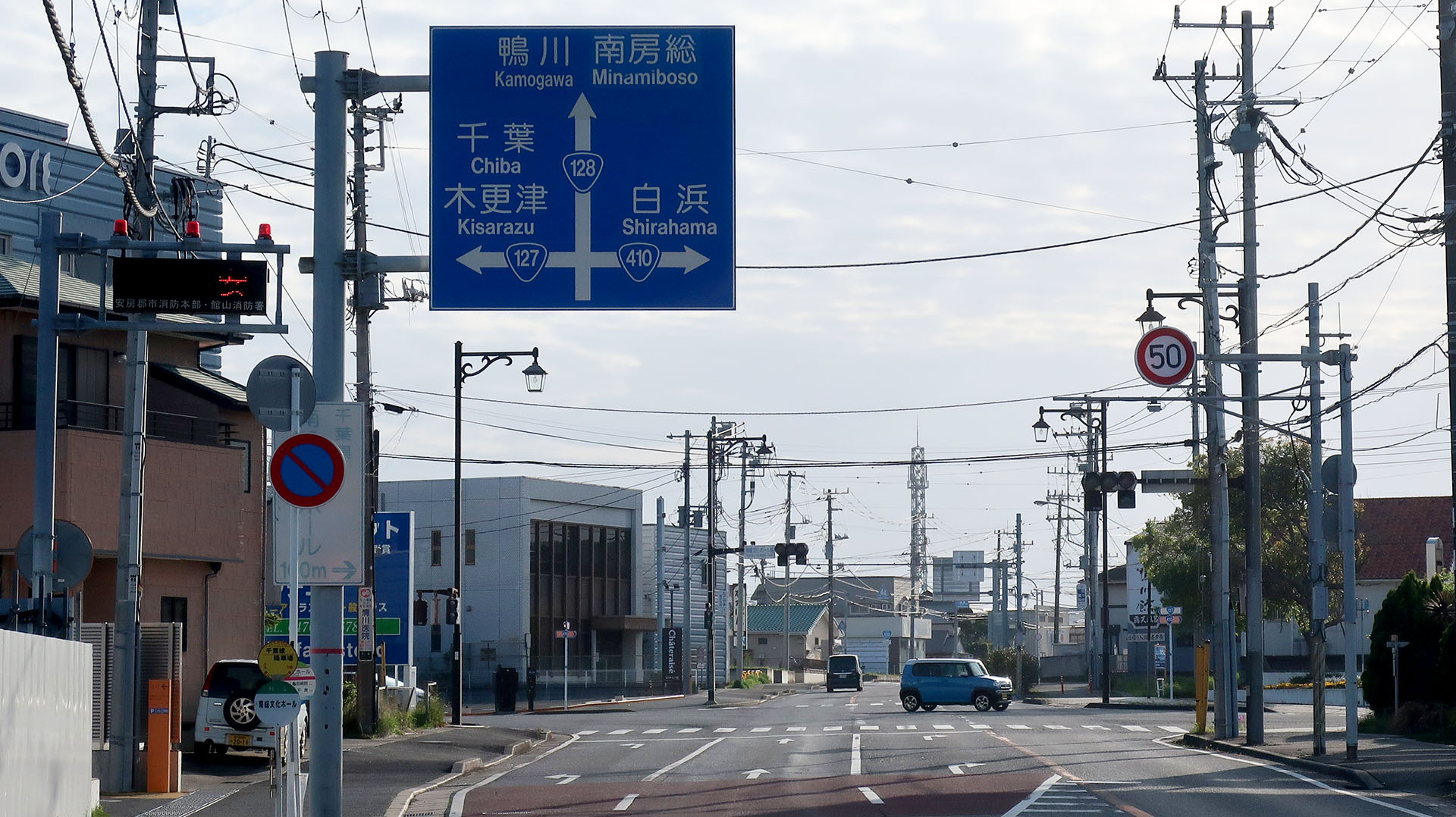
国道127号 起点
千葉県館山市 南総文化ホール前交差点

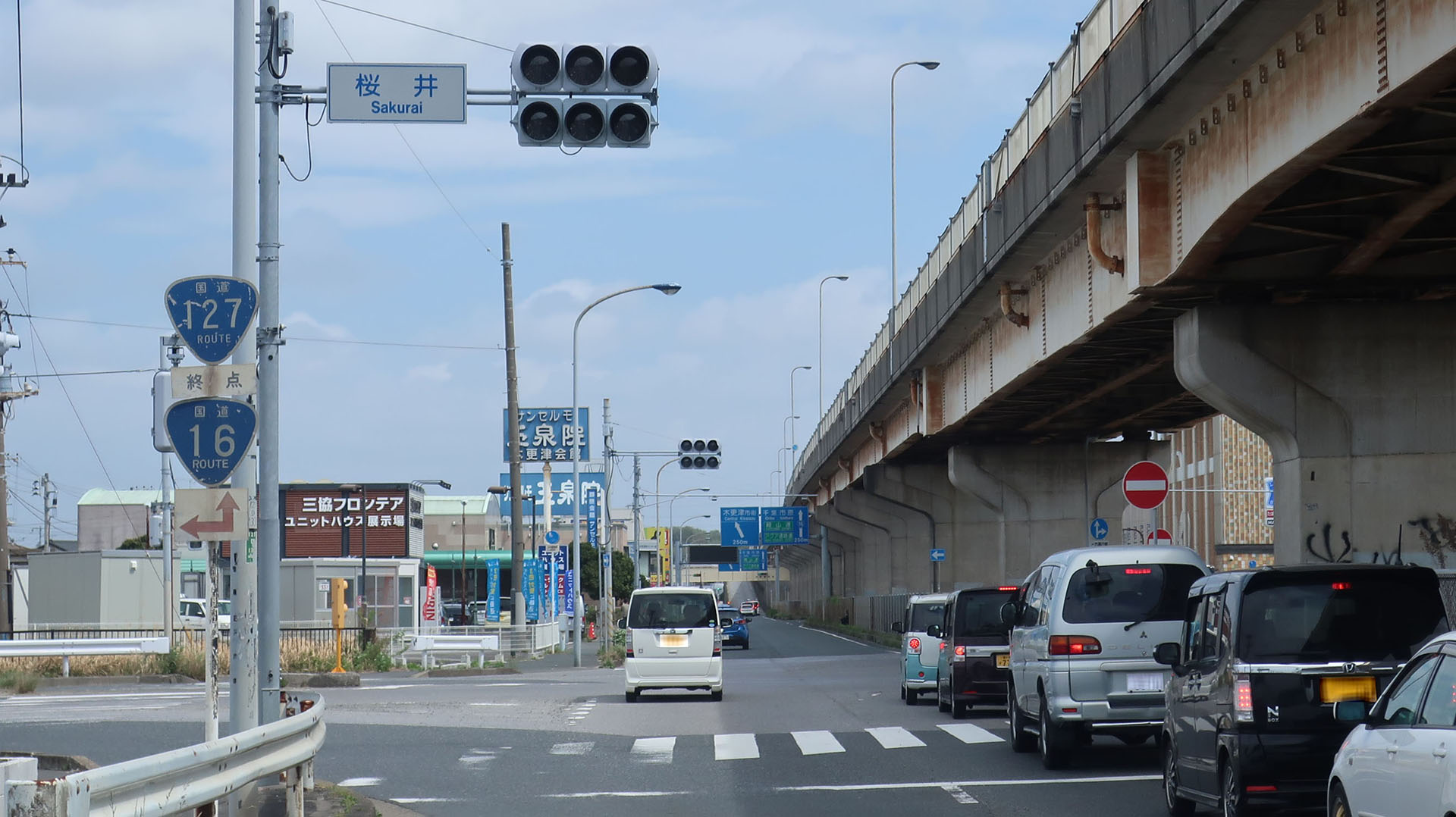
国道127号 終点
千葉県木更津市 桜井交差点

国道127号（こくどう127ごう）は、千葉県館山市から木更津市に至る一般国道である。

## 概要

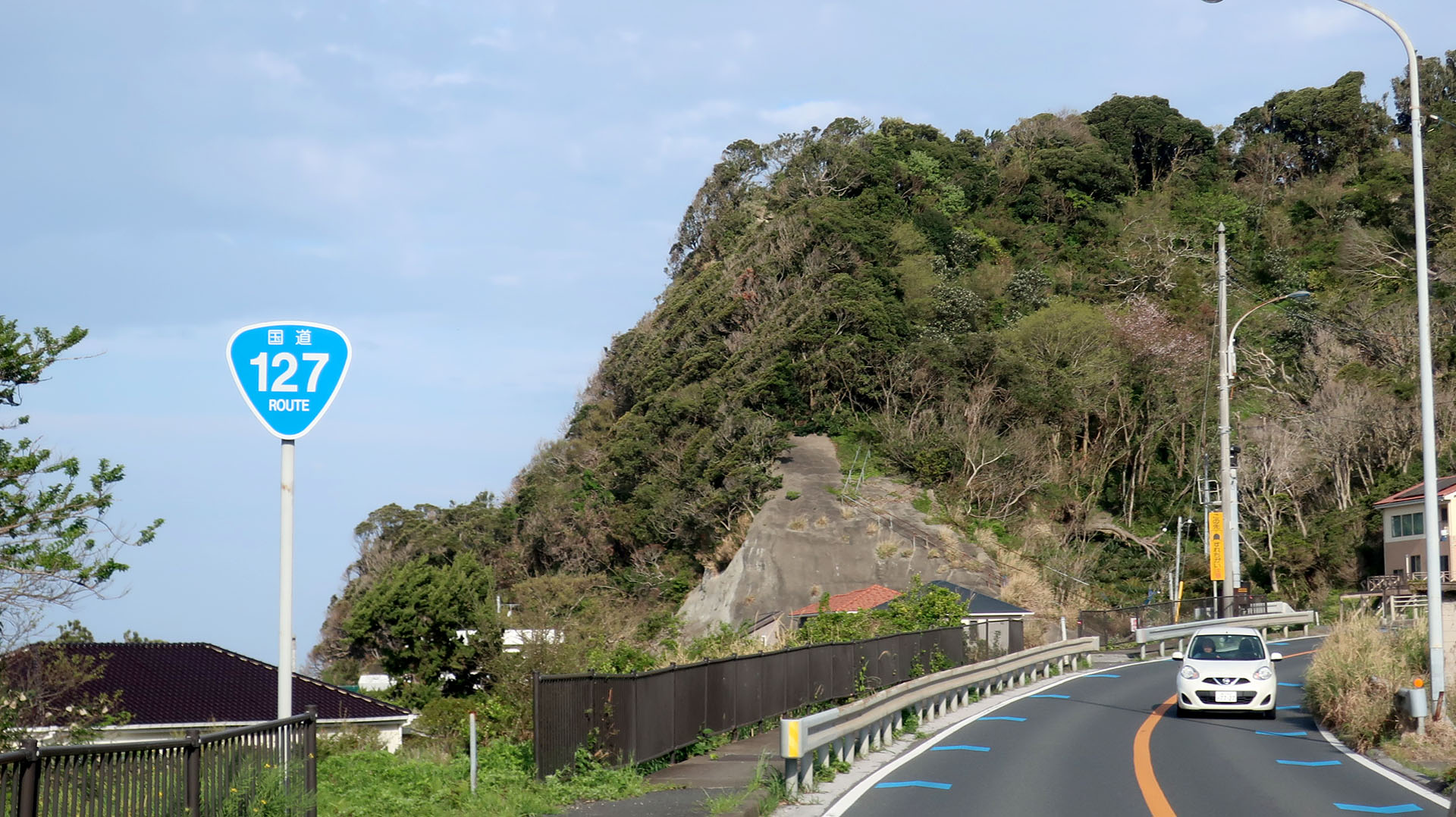
千葉県南房総市富浦町
（2021年4月撮影）

千葉県内の100番台国道で唯一の全線指定区間国道。起点の館山市から東京湾に沿って北上し、房総半島の西岸に位置する南房総市・安房郡鋸南町・富津市・君津市を経て、終点の木更津市に至る路線で、千葉県の南地域を結んでいる。
別名「内房なぎさライン」とも呼ばれ、途中、幅員が狭いトンネルが多く、一部区間は交通規制（連続雨量規制）区間もある。また、集落部では急な直角カーブや幅員の狭い区間も数多くあるが、富津館山道路(A'路線、有料道路)、館山バイパスや、君津市から終点の木更津市の一部区間において、片側2車線の複線化がなされている箇所もある。

### 路線データ
一般国道の路線を指定する政令に基づく起終点および重要な経過地は次のとおり。
- 起点：館山市（南総文化ホール前交差点 = 国道128号交点、国道410号起点）
- 終点：木更津市（桜井交差点 = 国道16号交点）
- 重要な経過地：千葉県安房郡鋸南町、富津市（湊）、君津市（郡）
- 総延長 : 74.3 km（富津館山道路を含む。）[2][注釈 2]
- 重用延長 : なし[2][注釈 2]
- 未供用延長 : なし[2][注釈 2]
- 実延長 : 74.3 km[2][注釈 2]
  - 現道 : 74.3 km[2][注釈 2]
  - 旧道 : なし[2][注釈 2]
  - 新道 : なし[2][注釈 2]
- 指定区間：館山市北条字八下地702番5 - 木更津市桜井字内田14番の3（全線）[3]

## 歴史
国道指定当初は館山市から県都千葉市に至る路線であったが、1963年（昭和38年）に終点側の木更津市から千葉市が一級国道16号（横浜市 - 横須賀市）および二級国道129号東京環状線（横浜市 - 千葉市）とともに一級国道16号として指定されたため、国道127号は残余区間である館山市から木更津市までの路線となった。

### 年表
- 1953年（昭和28年）5月18日 - 二級国道127号館山千葉線（館山市 - 千葉市）として指定施行[4]。
- 1963年（昭和38年）4月1日 - 終点側の一部区間（木更津市 - 千葉市）が一級国道16号として昇格し[5]、残余区間は二級国道127号館山木更津線（館山市 - 木更津市）として指定施行[6]。
- 1965年（昭和40年）4月1日 - 道路法改正により一級・二級区分が廃止されて一般国道127号として指定施行[1]。

## 路線状況

### 愛称
- 内房なぎさライン（千葉県道路愛称名）[7][8]

### バイパス

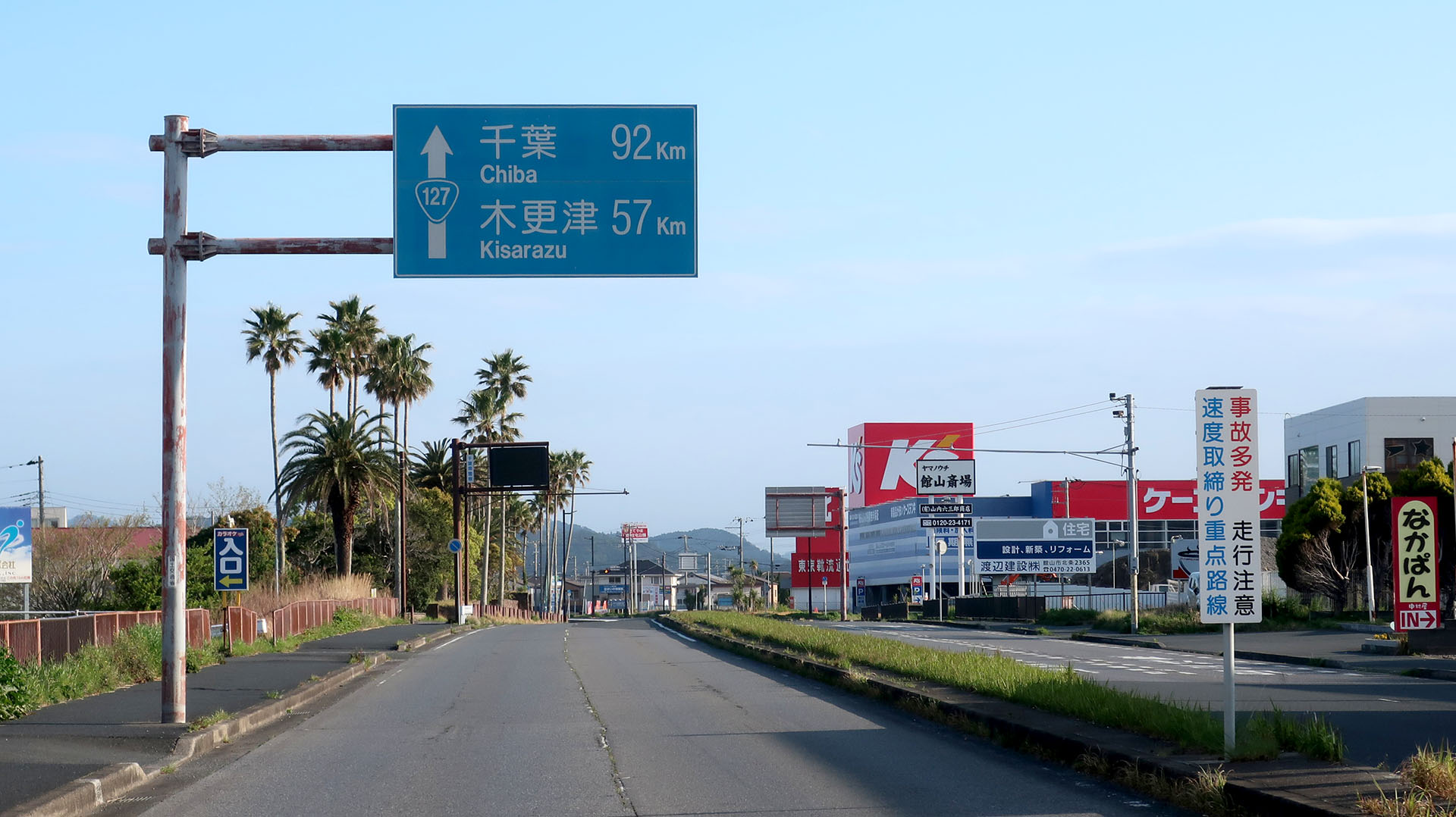
館山バイパス
千葉県館山市北条

- 館山バイパス
- 富津館山道路

### 重複区間
- 国道465号（富津市・湊交差点 - 富津市・佐貫交差点）

### 道路施設

#### 橋梁
- 湊橋（湊川、富津市）

#### トンネル
- 小山野トンネル（富津市 - 君津市）

#### トンネル改良
富浦町から富津市竹岡にかけての区間は狭幅のトンネルが連続している。
これらのトンネルは建設から多くの時間が経過しており、大型化の進んだ現代の大型車にとって建設当時を基準とする断面では狭く、通行に支障を来している。ただし、各トンネルは最低でも両側2車線かつ5.5 - 5.6 mの道路幅員を確保しており、国の道路構造令を根拠とすれば改良済み区間とされるのであるが、現在の必要建築限界では最低でも幅員8 mを定めており、大幅に下回っていることになる。
明鐘岬付近のトンネル群は歩行者・自転車の通行は危険である。2014年現在、拡幅の予定はないが、バイパス計画がある（国土交通省千葉国道事務所）。

#### 道の駅
- とみうら（南房総市）
- きょなん（安房郡鋸南町）

#### 歩道
南房総市富浦町から富津市竹岡にかけての約23 km区間では、歩道の未整備による歩行者や通学路としての安全性が疑問視されており、沿線自治体は早期改善を国に対して要望してきた
。これに対して、国は視察を通じて対策に乗り出し、2009年には交差点の改良や歩道の整備、老朽化した橋の架け替えや一部のトンネルの改良が決定した。

### 交通規制
| 区間                                                      | 規制内容             |
| --------------------------------------------------------- | -------------------- |
| 南房総市富浦町南無谷（10.1 kp） - 南房総市小浦（12.8 kp） | 連続雨量200 mm       |
| 安房郡鋸南町元名（22.6 kp） - 富津市金谷（24.1 kp）       | 連続雨量200 mm       |
| 富津市金谷（25.9 kp） - 富津市海良（33.9 kp）             | 危険が予想される場合 |

## 地理

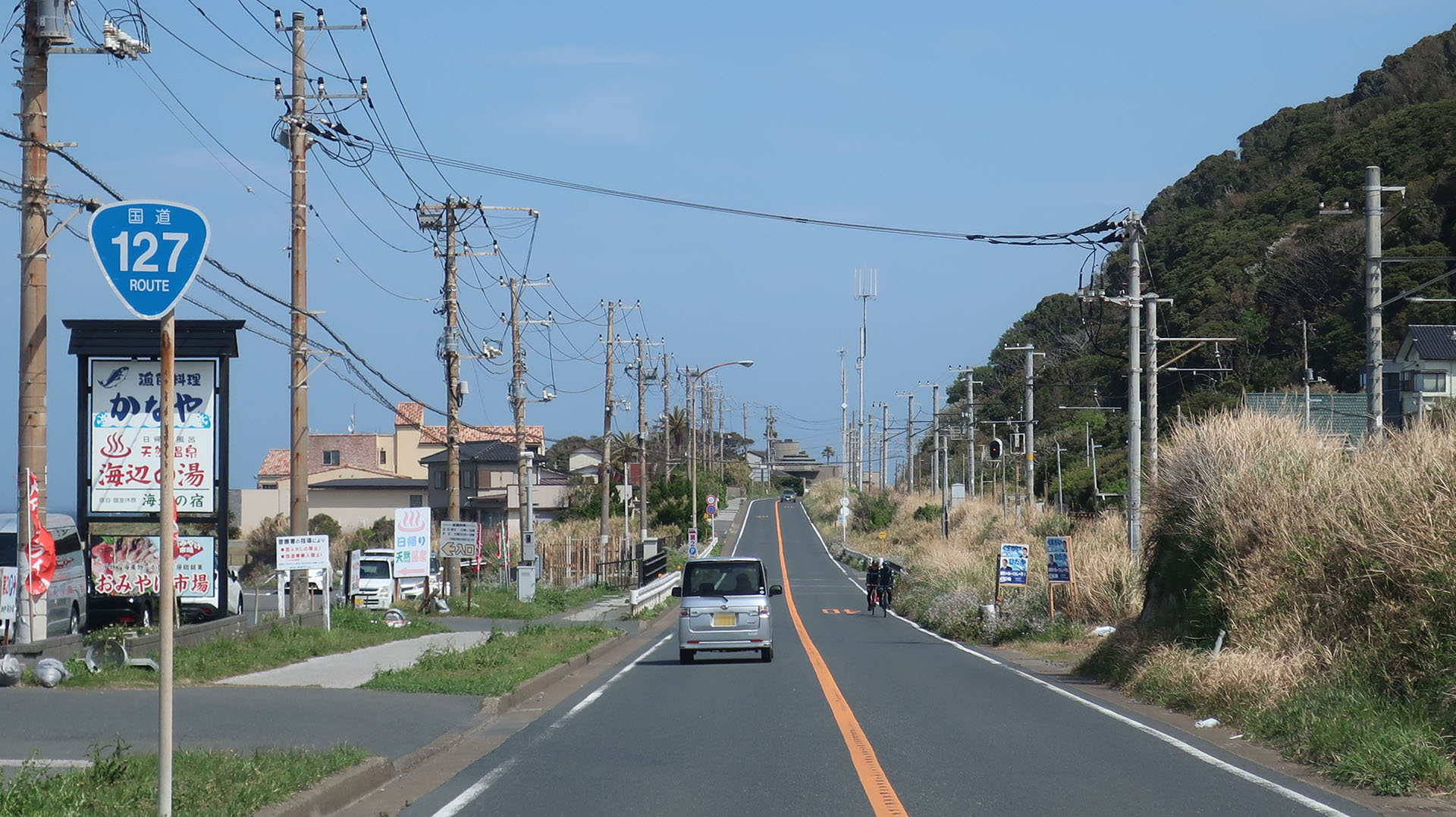
千葉県富津市金谷
（2021年4月撮影）

### 通過する自治体
- 千葉県
  - 館山市 - 南房総市 - 安房郡鋸南町 - 富津市 - 君津市 - 木更津市

### 交差する道路
- 国道128号、国道410号（北条バイパス）（館山市南総文化ホール前交差点）
- 富津館山道路 富浦IC（南房総市富浦町）
- 鋸山登山自動車道（安房郡鋸南町）
- 国道465号（富津市湊交差点）
- 国道465号（内房バイパス）（富津市浅間山運動公園交差点）
- E14 館山自動車道 富津中央IC（富津市）
- 国道465号（富津市佐貫交差点）
- E14 館山自動車道 木更津南IC（木更津市）
- 国道16号（木更津市桜井交差点）

## 国道127号を題材とした歌曲
千葉県木更津市で結成された、ヤンキー系バンドである氣志團の1stアルバム作品『1/6 LONELY NIGHT』に収められた楽曲「國道127號線の白き稲妻」は、国道127号を舞台にした楽曲で知られる。